# Вікіспільнота

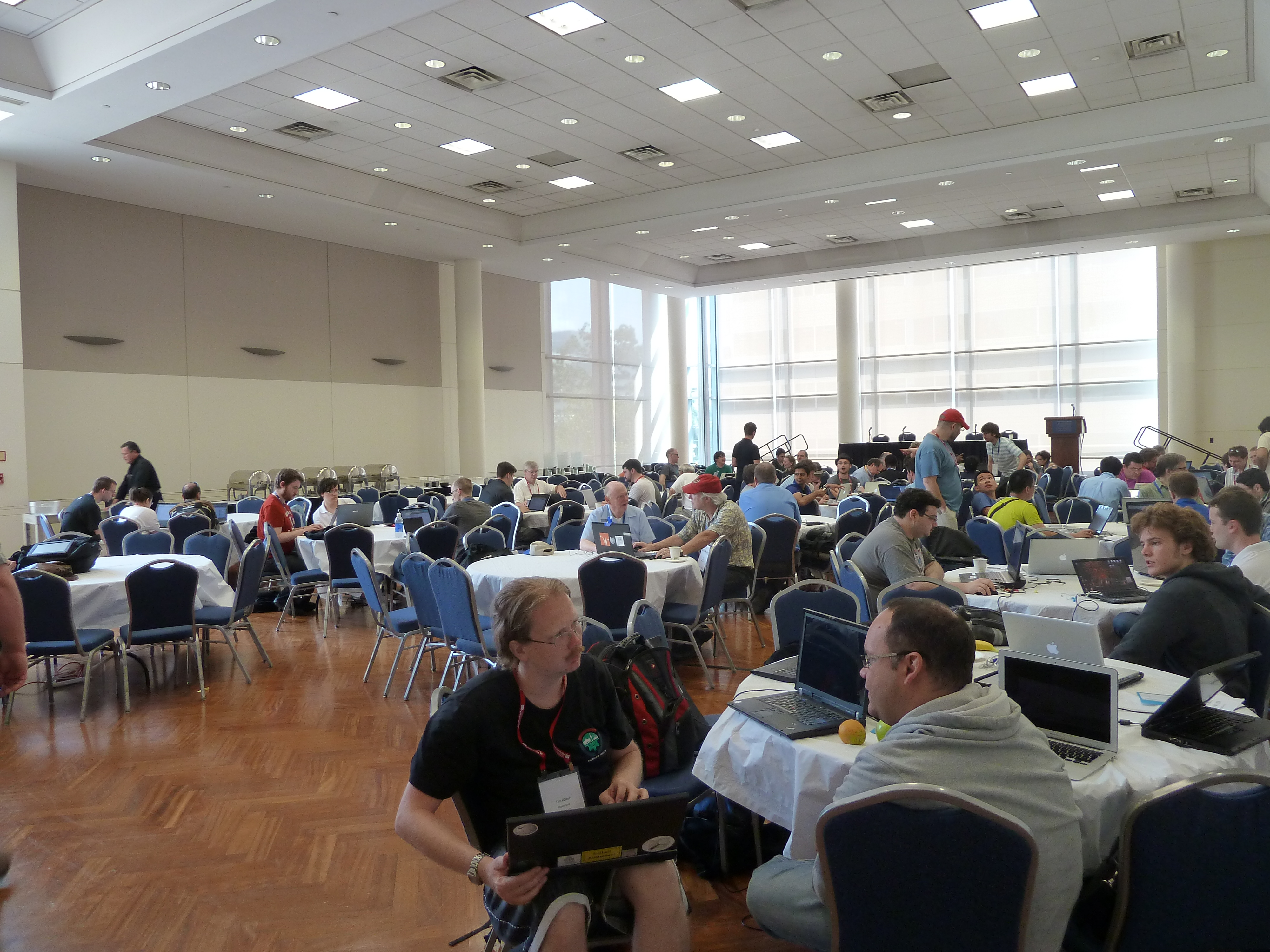
Учасники Вікіманії-2012

Вікіспільнота — сукупність дописувачів онлайн-енциклопедії Вікіпедія. Дописувачів проєкту також називають користувачами, або вікіпедистами.

## Спілкування
Спілкування між учасниками спільноти відбувається на сторінках обговорення Вікіпедії. Крім того, спілкування між вікіпедистами можливе через соціальні мережі, Skype, IRC-канали тощо. Для особистого обговорення подій у Вікіпедії дописувачі енциклопедії організовують неформальні вікізустрічі.
Формальні зустрічі вікіпедистів проходять у формі вікіконференцій, організовуваних зазвичай локальними відділеннями Фонду Вікімедіа.
Щороку, починаючи з 2005, з ініціативи Фонду Вікімедіа проходить міжнародна конференція учасників усіх вікіпроєктів, керованих Фондом, під назвою Вікіманія. У ході подібних заходів відбуваються презентації та дискусії стосовно Фонду Вікімедіа, вікіпроєктів, відкритого програмного забезпечення, вільного поширення знань, технічних та соціальних аспектів функціонування вікіпроєктів тощо.